# Modernismo (teologia)
Na teologia católica, o modernismo é uma corrente heterogénea de pensamento que, basicamente, defende a evolução (e modificação ou transformação) do dogma e "uma reinterpretação da religião à luz do pensamento científico do século XIX". Apareceu nos finais do século XIX e atingiu o seu auge no início do século XX. Teve como principais defensores os teólogos Alfred Loisy, George Tyrell, Ernesto Buonaiuti, Dimnet e Albert Houtin.

## Etimologia e principais ideias
O termo modernismo apareceu, pela primeira vez, na encíclica Pascendi Dominici Gregis (1907), escrito pelo Papa São Pio X. Este Papa usou este termo para designar todos aqueles que defendiam e ensinavam que "Deus não pode ser reconhecido por critérios objetivos racionais, mas apenas pelo sentimento subjetivo do homem". 
Consequentemente, os modernistas defendiam que os dogmas e "a verdade religiosa não seriam imutáveis, mas volúveis como o homem é mutável e volúvel; Cristo não teria ensinado um corpo de doutrinas válidas para todos os tempos, mas apenas teria dado início a um movimento religioso a ser adaptado aos diversos tempos da história". Por isso, eles alegam que "o Catolicismo contemporâneo não se poderia conciliar com a verdadeira ciência; para conseguir, deveria tornar-se não dogmático ou transformar-se em protestantismo liberal".
Mas, é preciso diferenciar o conceito modernista de evolução do Dogma com o conceito de desenvolvimento do Dogma (ou Desenvolvimento da Doutrina), que é aceite pela Igreja Católica. 

## Condenação oficial
O Papa Pio X, que defendia intransigentemente a ortodoxia doutrinária, condenou fortemente o modernismo, que é encarado por ele como a "síntese de todas as heresias". Esta sua veemente condenação está expressa, por exemplo, nos documentos Lamentabili Sane Exitu (1907) e Pascendi Dominici Gregis (1907) . Indo mais longe, este Papa formulou inclusivamente o "juramento anti-modernista", obrigatório para todos os padres, bispos, catequistas e seminaristas.

## Concílio Vaticano II
Depois da realização do Concílio Vaticano II (1962-1965), os círculos católicos mais progressistas ou liberais, afirmando que o Concílio apresentou uma ruptura em relação à Tradição católica, propuseram por isso uma hermenêutica ou interpretação liberal dos documentos conciliares, levando ao extremo o aggiornamento proposto pelo Papa João XXIII. Esta corrente divergente, reinterpretando os documentos conciliares e a própria Tradição católica, afirma, por exemplo, que a missão da Igreja não devia ser a salvação eterna do homem, mas sim, que a sua missão haveria que ser de ordem preferencialmente temporal. Estes defensores da ruptura são muitas vezes designados por neomodernistas, nomeadamente nos círculos mais conservadores. 
Estes neomodernistas chegam a ponto de afirmar "que os textos do Concílio como tais ainda não seriam a verdadeira expressão do espírito do Concílio", sendo por isso "preciso ir corajosamente para além dos textos, deixando espaço à novidade em que se expressaria a intenção mais profunda, embora ainda indistinta, do Concílio. Em síntese: seria necessário seguir não os textos do Concílio, mas o seu espírito", que cria assim um grande espaço de manobra, de incerteza e de inconstância. Isto dá um sentido diferenciado ao verdadeiro "espírito conciliar" proposto por João XXIII. 
Estes liberais, ainda em nome de um pretenso "espírito conciliar", causaram no mundo eclesiástico católico uma crise de fundo "neomodernista" e de ruptura, com várias práticas contrárias à doutrina e à disciplina da Igreja, em desacordo com os documentos do próprio Concílio. Atualmente esta visão neomodernista perdeu influência dentro da igreja, com a hegemonia do grupo teológico ligado aos Papas João Paulo II e Bento XVI.

## Actualidade
O "juramento antimodernista" só foi abolido em 1967, pela Congregação para a Doutrina da Fé com aprovação do Papa Paulo VI, que, tal como muitos prelados, deixaram de usar o termo modernismo, porque é demasiado ambíguo e pode ser confundido com o movimento artístico modernista. O Magistério da Igreja Católica preferiu, desde então, identificar de um modo mais preciso os erros modernistas com o seu próprio nome, como foi o caso do secularismo, laicismo, liberalismo, relativismo, subjectivismo e o cientificismo. 
Mas, o termo modernismo voltou a ser cada vez mais usado nos círculos católicos tradicionalistas ou mais conservadores, para rotular os católicos mais progressistas ou até o próprio aggiornamento defendido pelo Concílio Vaticano II.
Não obstante o facto das sucessivas condenações dos Papas, algumas ideias modernistas, "com vocabulário próprio, reaparecem no modo de pensar de teólogos contemporâneos", nomeadamente dos defensores da teologia da libertação.